# 4557 Mika
4557 Mika è un asteroide della fascia principale. Scoperto nel 1987, presenta un'orbita caratterizzata da un semiasse maggiore pari a 3,0218141 UA e da un'eccentricità di 0,0497075, inclinata di 11,28999° rispetto all'eclittica.